# Monilinia fructicola
Monilinia fructicola är en svampart som först beskrevs av Georg Winter, och fick sitt nu gällande namn av Honey 1928. Monilinia fructicola ingår i släktet Monilinia och familjen Sclerotiniaceae.   Inga underarter finns listade i Catalogue of Life.

## Källor

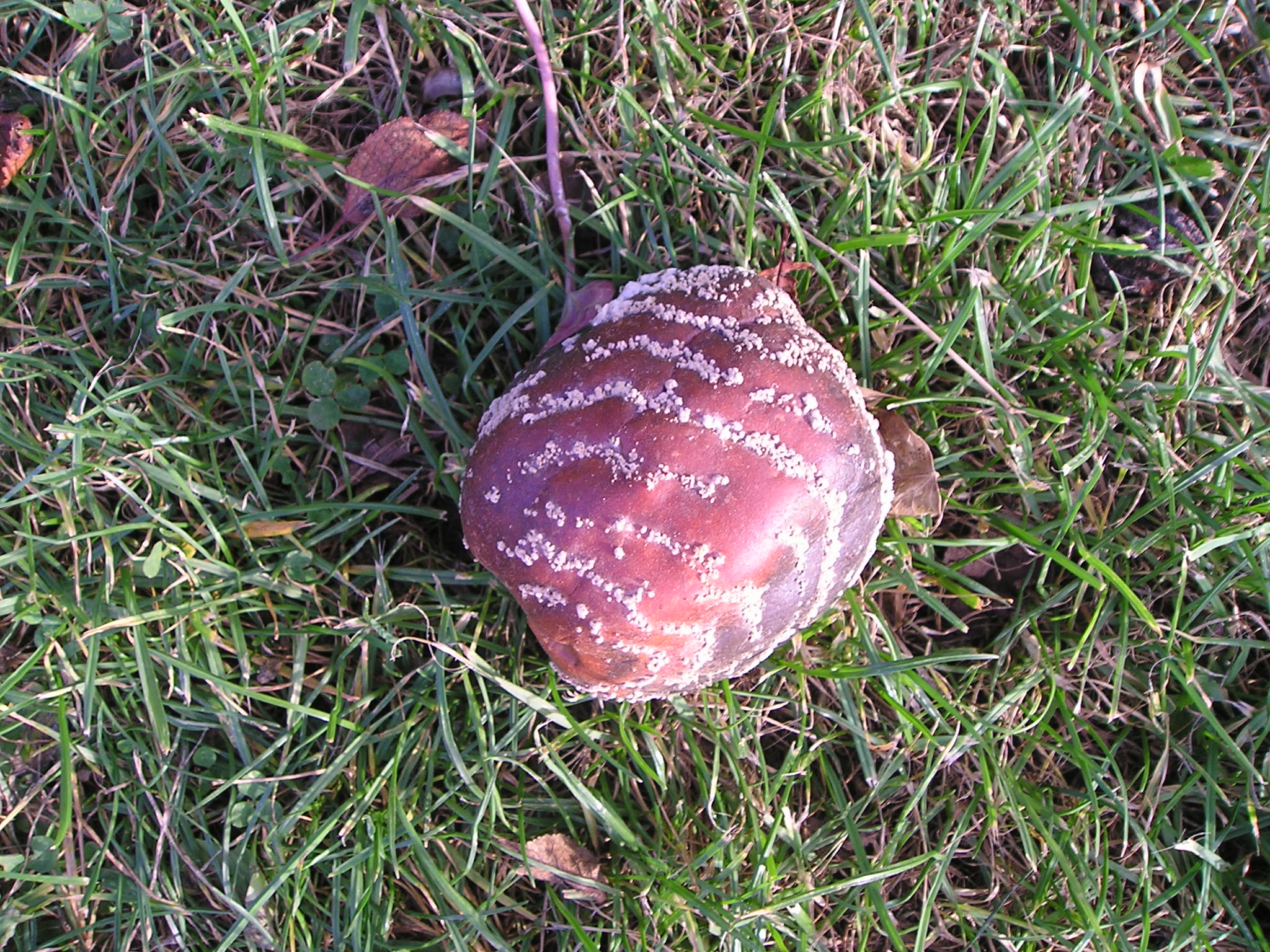